# Lancia Musa
Lancia Musa er en MPV-model fra Lancia. Modellen blev introduceret på Geneve Motor Show i marts 2004, og salget startede senere samme år. Platformen deles med minibilen Lancia Ypsilon og med Fiat Punto og Fiat Idea.
Modellen findes med en benzinmotor på 1,4 liter, som med 8 ventiler yder 77 hk og med 16 ventiler 95 hk. Derudover findes der dieselmotorer på 1,3, 1,6 og 1,9 liter med effekt fra 70 til 120 hk. Siden 2010 omfatter motorprogrammet kun 1,4 16V og 1,3 Multijet, begge med 95 hk.
Ligesom de øvrige Lancia-modeller sælges Musa ikke officielt i Danmark, men enkelte eksemplarer parallelimporteres dog hertil.

## Sikkerhed
Der er ikke gennemført nogle offentlige kollisionstests af modellen, men søstermodellen Fiat Idea blev i 2006 kollisionstestet af Euro NCAP med et resultat på fire stjerner ud af fem mulige.

## Tekniske specifikationer
| Model         | Cylindre/ ventiler | Slagvolume cm³ | Max. effekt kW (hk) / omdr. | Max. drejningsmoment Nm / omdr. | Motorkode | 0-100 km/t sek. | Topfart km/t | Byggeår     |
| ------------- | ------------------ | -------------- | --------------------------- | ------------------------------- | --------- | --------------- | ------------ | ----------- |
| Benzinmotorer |                    |                |                             |                                 |           |                 |              |             |
| 1.4 8V        | 4 / 8              | 1368           | 57 (77) / 6000              | 115 / 3000                      | 350A1000  | 13,5            | 163          | 2004 − 2010 |
| 1.4 16V       | 4 / 16             | 1368           | 70 (95) / 5800              | 128 / 4500                      | 843A1000  | 11,5            | 175          | 2004 −      |
| Dieselmotorer |                    |                |                             |                                 |           |                 |              |             |
| 1.3 Multijet  | 4 / 16             | 1248           | 51 (70) / 4000              | 180 / 1750                      | 188A9000  | 15,4            | 159          | 2004 − 2010 |
| 1.3 Multijet  | 4 / 16             | 1248           | 66 (90) / 4000              | 200 / 1750                      | 199A3000  | 12,5            | 173          | 2004 − 2010 |
| 1.3 Multijet  | 4 / 16             | 1248           | 70 (95) / 4000              | 200 / 1750                      |           | 12,5            | 175          | 2010 −      |
| 1.6 Multijet  | 4 / 16             | 1598           | 88 (120) / 3500             | 300 / 1500                      | 350A2000  | 9,9             | 190          | 2008 − 2010 |
| 1.9 Multijet  | 4 / 8              | 1910           | 74 (100) / 4000             | 260 / 1750                      |           | 11,5            | 179          | 2004 − 2010 |